# 1966-os síkvízi kajak-kenu világbajnokság
Az 1966-os síkvízi kajak-kenu világbajnokságot a kelet-németországi Berlinben rendezték 1966-ban. Ez a hetedik kajak-kenu világbajnokság volt. A magyar csapat az éremtáblázaton a harmadik helyezést érte el összesítésben.

## Éremtáblázat
*   Rendező
  *   Magyarország
| Helyezés | Ország        | Arany | Ezüst | Bronz | Összesen |
| -------- | ------------- | ----- | ----- | ----- | -------- |
| 1.       | Szovjetunió   | 6     | 3     | 4     | 13       |
| 2.       | Románia       | 5     | 1     | 1     | 7        |
| 3.       | Magyarország  | 3     | 3     | 5     | 11       |
| 4.       | NSZK          | 1     | 3     | 1     | 5        |
| 5.       | NDK           | 1     | 0     | 3     | 4        |
| 6.       | Dánia         | 0     | 2     | 0     | 2        |
| 7.       | Csehszlovákia | 0     | 1     | 1     | 1        |
| 8.       | Ausztria      | 0     | 1     | 0     | 1        |
| 8.       | Norvégia      | 0     | 1     | 0     | 1        |
| 8.       | Svédország    | 0     | 1     | 0     | 1        |
| 11.      | Hollandia     | 0     | 0     | 1     | 1        |
| Összesen | Összesen      | 16    | 16    | 16    | 48       |

## Eredmények

### Férfiak, kenu
| Versenyszám | Arany                                         | Arany    | Ezüst                                          | Ezüst    | Bronz                                       | Bronz    |
| ----------- | --------------------------------------------- | -------- | ---------------------------------------------- | -------- | ------------------------------------------- | -------- |
| C1 1000 m   | Detlef Lewe · NSZK                            | 4:29,33  | Wichmann Tamás · Magyarország                  | 4:31,55  | Anatolij Martinov · Szovjetunió             | 4:32,92  |
| C1 10 000 m | Hajba Antal · Magyarország                    | 50:39,02 | Rudolf Pěnkava · Csehszlovákia                 | 50:40,96 | Mihail Zamotyin · Szovjetunió               | 50:55,43 |
| C2 1000 m   | Vicol Calabiciov · Serghei Covaliov · Románia | 4:10,98  | Bernt Lindelöf · Erik Zeidlitz · Svédország    | 4:12,84  | Soltész Árpád · Szántó Csaba · Magyarország | 4:13,78  |
| C2 10 000 m | Petre Maxim · Gheorge Simionov · Románia      | 46:09,41 | Valerij Drijbasz · Andrej Himics · Szovjetunió | 46:42,39 | Péter András · Cserha István · Magyarország | 46:55,22 |

### Nők
| Versenyszám | Arany                                                                                        | Arany   | Ezüst                                                                | Ezüst   | Bronz                                                                        | Bronz   |
| ----------- | -------------------------------------------------------------------------------------------- | ------- | -------------------------------------------------------------------- | ------- | ---------------------------------------------------------------------------- | ------- |
| K1 500 m    | Ludmilla Pinajeva · Szovjetunió                                                              | 2:05,10 | Roswitha Esser · NSZK                                                | 2:05,28 | Anita Kobuß · NDK                                                            | 2:06,12 |
| K2 500 m    | Anita Kohuß · Helga Mühlberg-Ulze · NDK                                                      | 1:59,41 | Marija Subina · Antonyina Szeregyina · Szovjetunió                   | 1:59,86 | Benkő Katalin · Pfeffer Anna · Magyarország                                  | 1:59,95 |
| K4 500 m    | Marija Subina · Antonyina Szeregyina · Ljudmila Pinajeva · Nagyezsda Levcsenko · Szovjetunió | 1:45,91 | Sigrud Kummer · Roswitha Esser · Irene Rozema · Renate Breuer · NSZK | 1:49,19 | Käthe Pohland · Karin Haftenberger · Anita Kohuß · Helga Mühlberg-Ulze · NDK | 1:49,23 |

## A magyar csapat
Az 1966-os magyar vb keret tagjai:
| férfiak kajak | férfiak kajak                                           | férfiak kajak      |
| ------------- | ------------------------------------------------------- | ------------------ |
| K1 500 m      | Csizmadia István                                        | 6.                 |
| K2 500 m      | Szente András Mészáros György                           | 4.                 |
| K1 1000 m     | Kemecsey Imre                                           | Bronzérem          |
| K2 1000 m     | Cseh Ferenc Hazsik Endre                                | Bronzérem          |
| K4 1000 m     | Giczy Csaba Koltai Károly Gilicze András Nagy Vilmos    | nem jutott döntőbe |
| K1 10 000 m   | Hesz Mihály                                             | Aranyérem          |
| K2 10 000 m   | Szöllősi Imre Fábián László                             | Aranyérem          |
| K4 10 000 m   | Szöllősi Imre Fábián László Petróczy János Ürögi László | Ezüstérem          |
| K1 4 × 500 m  | Hesz Mihály Szente András Cseh Ferenc Kemecsey Imre     | Ezüstérem          |

| férfi kenu  | férfi kenu                 | férfi kenu |
| ----------- | -------------------------- | ---------- |
| C1 1000 m   | Wichmann Tamás             | Ezüstérem  |
| C2 1000 m   | Soltész Árpád Szántó Csaba | Bronzérem  |
| C1 10 000 m | Hajba Antal                | Aranyérem  |
| C2 10 000 m | Péter András Cserha István | Bronzérem  |

| nők      | nők                                                    | nők       |
| -------- | ------------------------------------------------------ | --------- |
| K1 500 m | Mózes Anna                                             | 4.        |
| K2 500 m | Benkő Katalin Pfeffer Anna                             | Bronzérem |
| K4 500 m | Tornyi Rózsa Róka Mária Benkő Katalin Rozsnyói Katalin | 5.        |

Madarasi Gyula a vb előtti utolsó edzésen megsérült, helyére Giczy Csaba került a k4 1000 méteres hajóba.